# Clocire

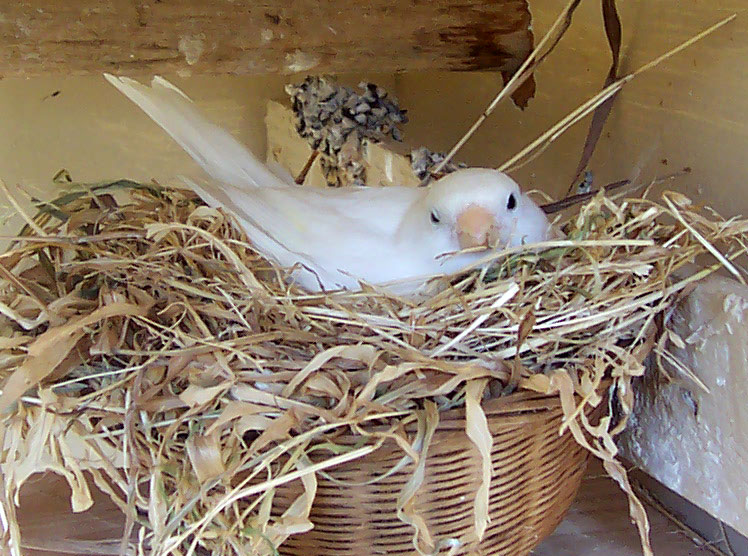
Canar clocind

În zoologie, clocirea reprezintă actul prin care animalele ovipare (în general păsările), clocesc ouăle stând așezate deasupra lor și încălzindu-le pentru ca în acestea să se poată forma și dezvolta embrioni. 
În marea majoritate a speciilor de păsări căldura care produce clocirea este produsă de pasărea care incubează (cloșca) dar sunt și situații în care se folosește căldura geologică sau cea produsă de vegetația aflată în procesul de putrezire, acesta fiind cazul păsărilor din familia Megapodiidae. În cazul păsării Dromas ardeola își clocesc ouăle încălzindu-le la soare, în timp ce unele păsări din deșertul african au nevoie să își ferească ouăle de soarele puternic acoperindu-le cu aripile. Iarăși, umiditatea atmosferică este și ea importantă, un mediu prea uscat poate face ca ouăle să-și piardă din apă ceea ce pune în pericol ecloziunea.

## Locurile de clocit
În mediul sălbatic păsările își construiesc cuiburi pentru perioada în care clocesc, în gospodăriile oamenilor, aceștia le amenajează cuibare cu paie sau fân pentru aceasta. 

## Împărțirea atribuțiilor clocirii pe sexe
Între speciile clocitoare, incubarea se împarte între membrii celor două sexe în mod felurit. Modelul cel mai des întâlnit e acela în care femela se ocupă singură de clocire, în această categorie intrând găina, lebăda, uliu, etc. În alte cazuri, cum ar fi cel al cocorului american (Grus americana), clocirea intră în atribuția ambilor parteneri.
În cazul cazuarului, însă, de clocire se ocupă doar mascului speciei iar în cazul hoazinilor (Opisthocomus hoazin) urmașii de parte masculină își ajută părinții ajutându-i să incubeze ouăle. În unele specii ambii parteneri clocesc simultam pe ouă diferite.

## Perioada de incubație

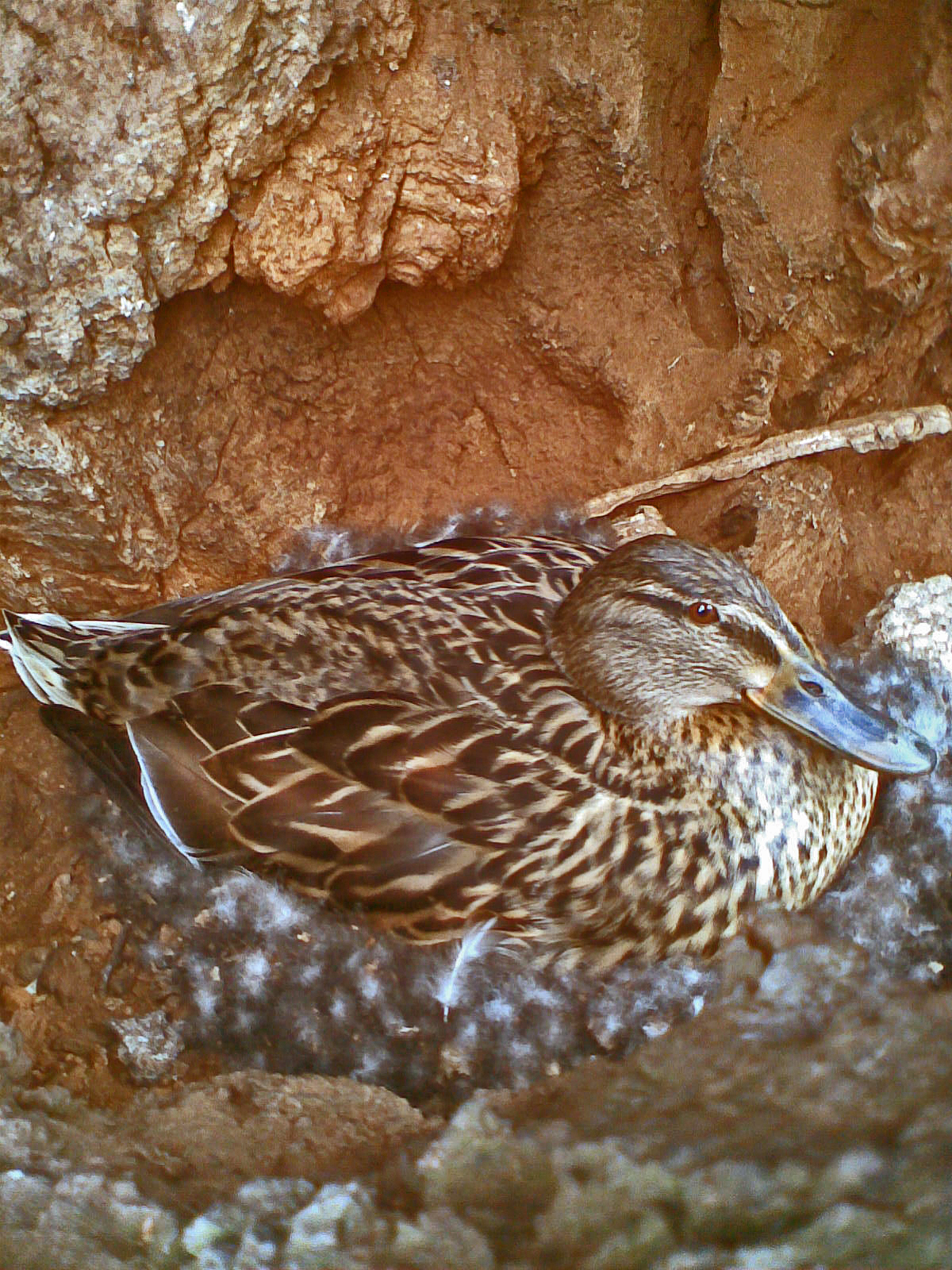
Rață stând pe ouă

Perioada de incubație durează de la 11 zile, în cazul unor specii de păsării mici (Passeriformes din care face parte și vrabia) sau Coccyzus americanus și până la 85 de zile în cazul albatroșilor călători sau păsării kiwi maro (Apteryx mantelli). În aceste cazuri incubația poate fi întreruptă pentru perioade scurte de timp, însă cea mai lungă perioadă de clocire fără pauze e cea a pinguinului imperial care durează între 64 și 67 de zile.
| Păsări     | Perioada de incubare (zile) |
| ---------- | --------------------------- |
| Găină      | 20–22                       |
| Cormoran   | 23-35                       |
| Rață       | 28-35                       |
| Gâscă      | 25–28                       |
| Pinguin    | 33-62                       |
| Struț      | 39-45                       |
| Cocor      | 28–31                       |
| Fazan      | 24                          |
| Porumbel   | 17–18                       |
| Prepeliță  | 21–23                       |
| Lebădă     | 33–36                       |
| Curcan     | 28                          |
| Bibilică   | 28                          |
| Păun       | 28                          |
| Cazuar     | 50-52                       |
| Emu        | 56                          |
| Nandu      | 29-44                       |
| Potârniche | 21                          |

## Ecloziune
Unele păsări clocesc ouăle după ce s-au adunat câteva, caz în care puii ies în aceiași timp sau pot începe procesul de clocire odată cu primul ou depus, situație în care puii vor ieși la intervale diferite de timp. 

## Clocirea la mamifere

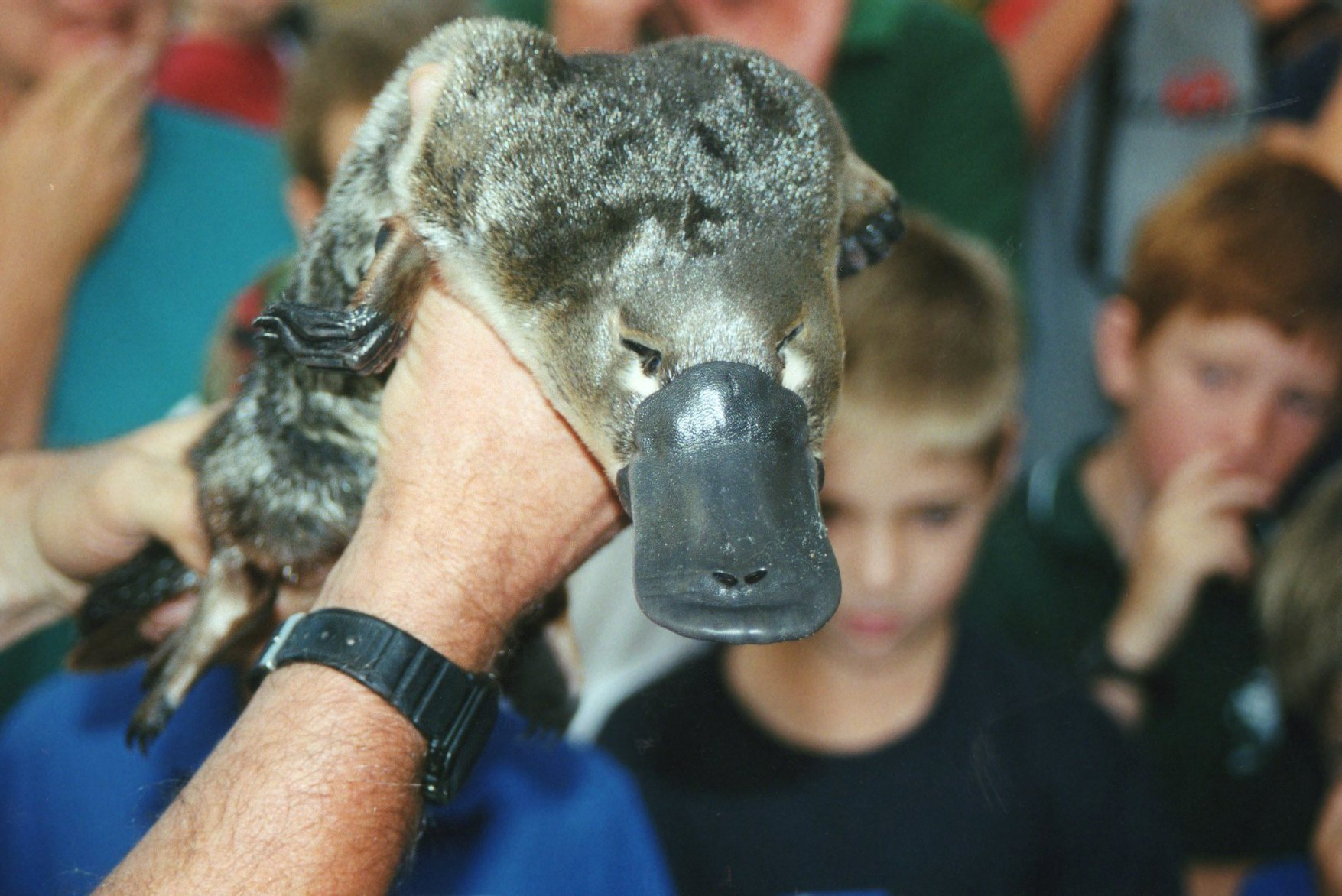
Ornitorinc

Ornitorinc este un mamifer care se reproduce  prin ouă. Ouăle ornitorincului se dezvoltă în uter timp de 28 de zile după care femela le depune și le incubează lângă abdomenul său încă 7-10 zile în comparație cu cazul păsărilor în care oul stă în uter sub 24 ore. Echidna este cel de-al doilea mamifer care se înmulțește prin ouă. În acest caz femela depune un ou în marsupiu după 14 zile de la împerechere, ou care eclozează după 10-14 zile după care puiul mai este ținut 6 luni în marsupiu, timp în care crește de aproximativ 500 de ori. 